# Franz von Hummelauer
Franz von Hummelauer (ur. 14 sierpnia 1842 w Wiedniu, zm. 12 kwietnia 1914 w s'Heerenberg) – austriacki biblista, konsultor Papieskiej Komisji Biblijnej, jeden z głównych propagatorów konkordyzmu.

## Życiorys
Po ukończeniu gimnazjum w St. Gervais-Liège i gimnazjum jezuickiego Stella Matutina w Feldkirch, wstąpił w 1860 do zakonu jezuitów. Był współzałożycielem i współpracownikiem Cursus Sacrae Scripturae. Ceniono go jako śmiałego egzegetę, którego publikacje wywoływały niekiedy kontrowersje w środowiskach biblistycznych. Zajmował się zagadnieniami z pogranicza nauki i egzegezy (zwłaszcza archeologią i prehistorią). Poświęcał im wiele miejsca w pracy badawczej. Znacząca część jego publikacji ukazywała się na łamach czasopisma "Stimmen aus Maria Laach". Pracę naukową i duszpasterstwo prowadził w Brukseli, Valkenburgu, Berlinie i s'Heerenbergu. W 1903 został konsultorem Papieskiej Komisji Biblijnej. W swoich pismach wykazywał szacunek dla walorów nauk przyrodniczych, bez śladu fundamentalizmu. Chociaż w 1877 odrzucił hipotezę o ewolucyjnym pochodzeniu ludzkiego ciała, to od 1895 wykazywał znacznie większą ostrożność w tym zakresie, dopuszczając taką możliwość, jednak w zgodzie z przekazem biblijnym. W swojej ostatniej pracy na ten temat (1898) wskazał, że biblijny opis stworzenia ma charakter religijny i błędem byłoby poszukiwanie tam stwierdzeń, które byłyby istotne dla nauk przyrodniczych.